# Nina Hagen

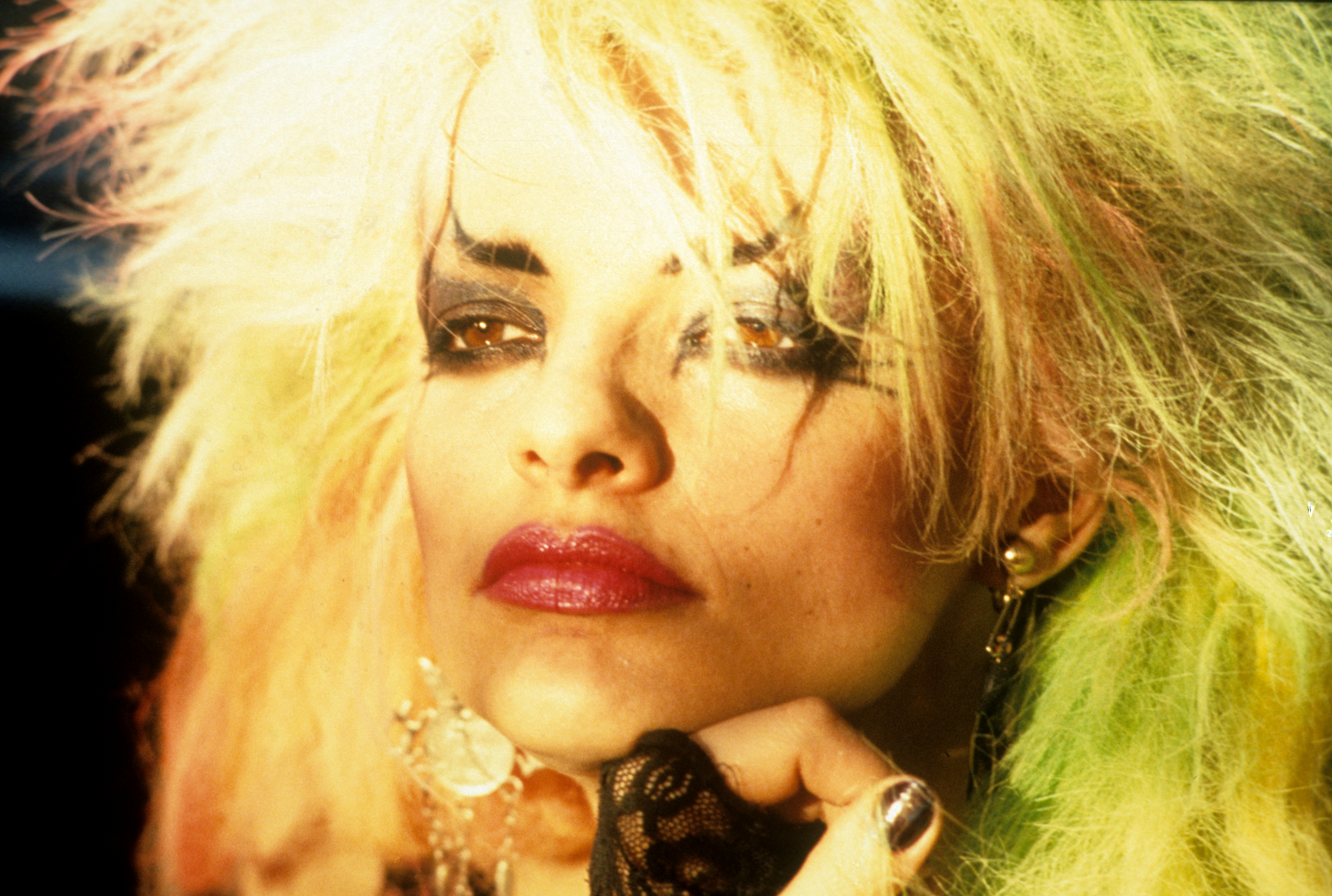
Nina Hagen, em 1981

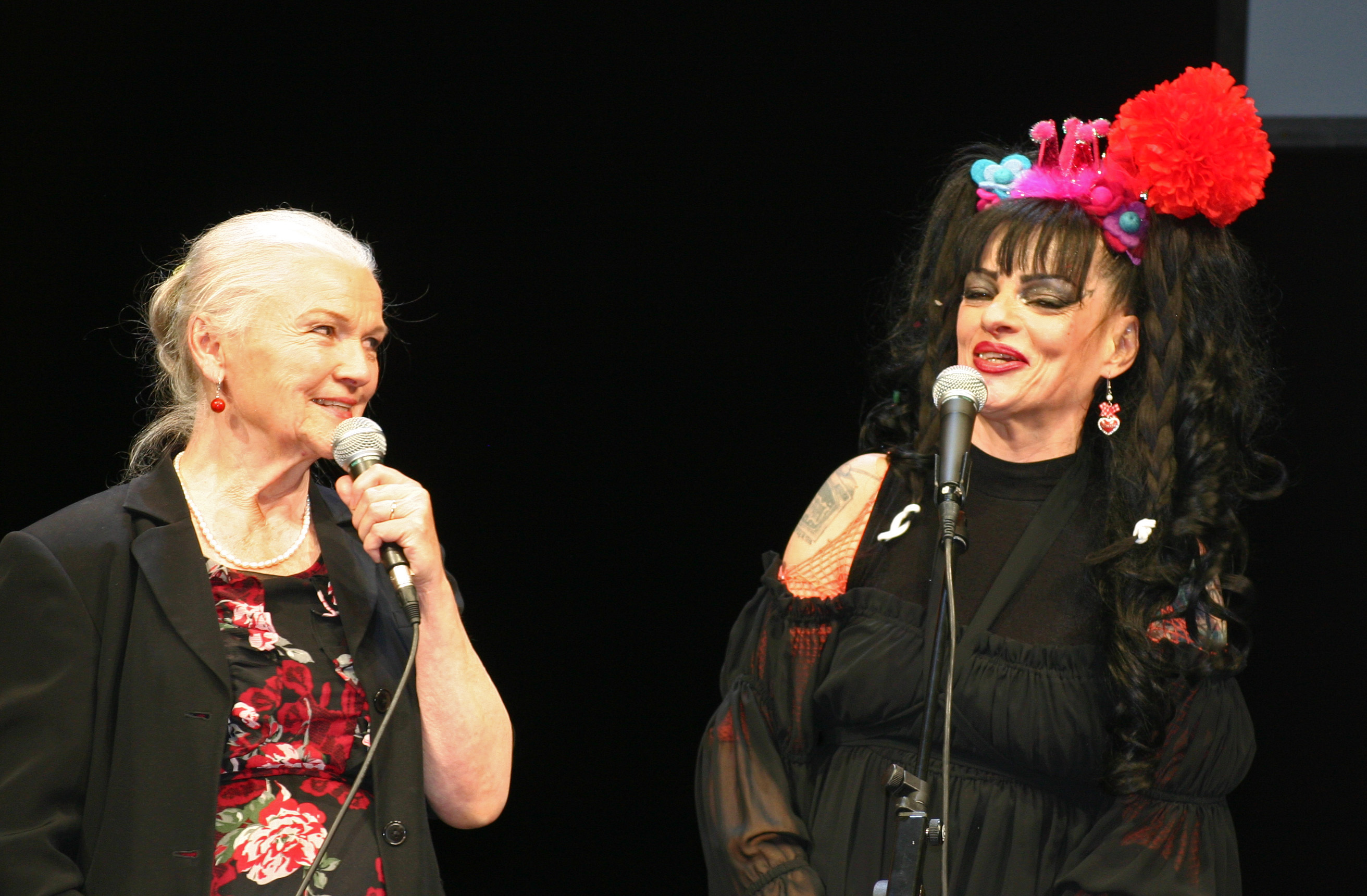
Nina Hagen já morena com sua mãe, Eva-Maria.

Nina Hagen, nascida Catharina Hagen (Berlim Leste, 11 de março de 1955) é uma cantora alemã de grande sucesso internacional, especialmente por suas atuações e por suas extravagâncias vocais. Também fez participações como atriz em alguns filmes.
Apesar de ser uma renomada intérprete de Rock, representante da música popular, ela recebeu anteriormente treinamento vocal formal como cantora de ópera, Mezzo-soprano (o que transparece, por exemplo, em sua interpretação de New York, New York).

## Biografia
Nina Hagen nasceu no lado leste de Berlim em 1955, filha da atriz Eva-Maria Hagen e do escritor Hans Oliva-Hagen. Seus pais se divorciaram quando ela tinha apenas dois anos de idade. Nove anos depois sua mãe se casa de novo. O padrasto de Nina era o compositor Wolf Biermann. Seu avô paterno era judeu e foi executado pelos nazistas no campo de Sachsenhausen. Nina teve uma educação nos moldes socialistas da República Democrática Alemã (Antiga DDR). Inicialmente, ela queria ser atriz, mas, sem nenhum motivo aparente, sua solicitação de estudos foi negada na escola de teatro. Estudou canto lírico na Polônia. Já na adolescência, na década de 1970, inspirada pelo Rock' N' Roll de Janis Joplin, participava de pequenas turnês pela Polônia e Tchecoslováquia.
Em meados dos anos 1970, acompanhando a mãe e o padrasto, que era perseguido político, atravessou o muro de Berlim. Nina conseguiu um contrato na Alemanha Ocidental com a seção alemã da CBS em 1976 e em 1977 já se encontrava em Londres, no auge da cultura Punk, onde conheceu figuras como Johnny Rotten, Siouxsie And The Banshees, The Slits, e Lene Lovich. Nina Hagen e Lene Lovich contribuíram muito uma com a carreira da outra. Foi pioneira assim como Doro Pesch a trazer elementos da música lírica ao Rock'N'Roll. Após o relativo Sucesso na Europa Ocidental, ela foi  apadrinhada por Frank Zappa para ir aos Estados Unidos, onde terminou de gravar o lado B do disco Unbehagen, e onde também conheceu Giorgio Moroder, produtor da gravadora CBS. Moroder produziu 3 discos de Nina no início da década de 1980. Nesta época, ao saber que estava grávida do guitarrista Ferdinand Karmelk, mudou-se para Los Ángeles. Sua filha, Cosma Shiva, nasceu a 31 de Maio de 1981 em Santa Monica, Califórnia. Karmelk viria a falecer de AIDS em 1988.
Em janeiro de 1985, no auge da carreira, foi ao Rio de Janeiro participar da primeira edição do Rock In Rio, onde chamou muito a atenção da mídia brasileira. Fez amizades dentro do meio artístico brasileiro, desde Elba Ramalho a Supla. No mesmo ano, participou da gravação de "Garota De Berlim", da banda brasileira Tokyo, que era comandada por Supla. Por causa da música, até hoje no Brasil é conhecida como a eterna "Garota de Berlim". Em 1987 havia casado com um rapaz punk de apenas 17 anos, nos Estados Unidos. O casamento não vingou. Seu disco Punk Wedding, de 1987, não surtiu o sucesso esperado. A CBS também passava por crise e já no início da década 1990 Nina voltou à Europa.
O Álbum Street foi uma produção independente, gravada quando ela já havia se estabelecido em Paris, em parceria com seu namorado da época, Frank Chevallier. Além da temática social e da Ufologia em destaque, as músicas de Nina sempre foram bastante espiritualizadas e ela envolveu-se com o Hinduísmo no fim do século XX. Porém, em 2009, batizou-se evangélica e hoje segue a Igreja Reformada de Schütthorf. Entretanto, suas músicas continuam fazendo críticas sociais. Esteticamente, foi ela quem inspirou inúmeras outras cantoras populares da década de 1980. Muitos recortes de músicas suas produzidas com o guitarrista Bernhard Potschka na década de 1980 foram sutilmente plagiadas em tempos mais recentes. A música 'New York, New York' que Nina Hagen gravou, não é a mesma do Frank Sinatra. De Sinatra, Nina gravou uma versão punk e em alemão de My Way. É tida como a "mãe do Punk". Para muitos divide este posto com Patti Smith e Siouxsie Sioux, Nina e Siouxsie na Europa e Patti Smith nos Estados Unidos. Como sua formação foi na cultura Punk, é claramente antifascista, já tendo posicionado-se contra à perseguição aos imigrantes e contra as guerras preventivas dos Estados Unidos, como a ocupação do Iraque. Recentemente tem gravado e feito parcerias com grupos musicais mais recentes da Alemanha, como Rammstein, Apocalyptica e Oomph!.
Na Alemanha faz dublagens para a TV, a partir da décima-sétima temporada do seriado "The Simpsons", é ela quem dubla a personagem Marge Simpson para o alemão.

## Vida pessoal
- É uma das integrantes mais famosas do PETA, Organização que luta contra os abusos à vida animal.
- É vegetariana e propagandista do vegetarianismo.

## Tipo Vocal
Registro Agudo
Nina é Mezzo-soprano de canto lírico dominando bem técnicas e atingindo notas extremas em voz mista, com um Mi bemol 6 e vários Si 5, Dó 6 e Dó sustenido 6 em "Wau Wau", que por sinal, é uma de suas canções mais estranhas e loucas - marca registrada dela e fato que a faz uma artista notável.
Registro Grave
Dona de graves assombrosos de tão baixos e volumosos, Nina é uma das poucas mulheres a utilizar o tão famoso e de tão difícil domínio registro basal (fry register) com maestria, atingindo e sustentando notas na extensão do baixo - coisa que muitos indivíduos do sexo masculino são incapazes de fazer.

## Carreira

### Discografia
Álbuns
- Nina Hagen Band (1978)
- Unbehagen (1979)
- Nina Hagen, em 2014NunSexMonkRock (1982)
- Angstlos (1983)
- In Ekstase (1985)
- Punk Wedding EP (1987)
- Nina Hagen (1989)
- Street (1991)
- Rock aus Deutschland: Nina Hagen
- Die Dreigroschenoper (1999)
- Revolution Ballroom (1993)
- Freud Euch (1995)
- Om Namah Shivay (1999)
- Return of the Mother (2000)
- Big Band Explosion (2003)
- Irgendwo auf der Welt (2006)
- Personal Jesus (2010)
- Volksbeat (2011)

CINEMA:
| Ano  | Filme                                                | Papel                       | Notas                                                | 1976 | Liebesfallen | Liane Brückner |  |
| 1976 | Unser stiller Mann                                   | Regina                      |                                                      |      |              |                |  |
| 1979 | Bildnis einer Trinkerin (de)                         | Cantora no bar dos taxistas |                                                      |      |              |                |  |
| 1979 | Cha-Cha                                              |                             |                                                      |      |              |                |  |
| 1983 | Pankow '95                                           | A jovem Maria               |                                                      |      |              |                |  |
|      |                                                      |                             |                                                      |      |              |                |  |
| 1992 | Lilien in der Bank                                   | Suzanne                     |                                                      |      |              |                |  |
| 2000 | Vasilisa, German title: Wasilisa, die die Schöne[14] | A Bruxa                     |                                                      |      |              |                |  |
| 2004 | 7 Dwarves – Men Alone in the Wood                    | A Rainha Má                 | A filha de Nina (Cosma) interpreta a Branca de Neve  |      |              |                |  |
| 2006 | 7 Zwerge - Der Wald ist nicht genug                  | A Rainha Má                 | A filha de Nina (Cosma) interpreta a Branca de Neve  |      |              |                |  |
| 2014 | The 7th Dwarf                                        | Dellamorta                  | A filha de Nina (Cosma ) interpreta a Branca de Neve |      |              |                |  |

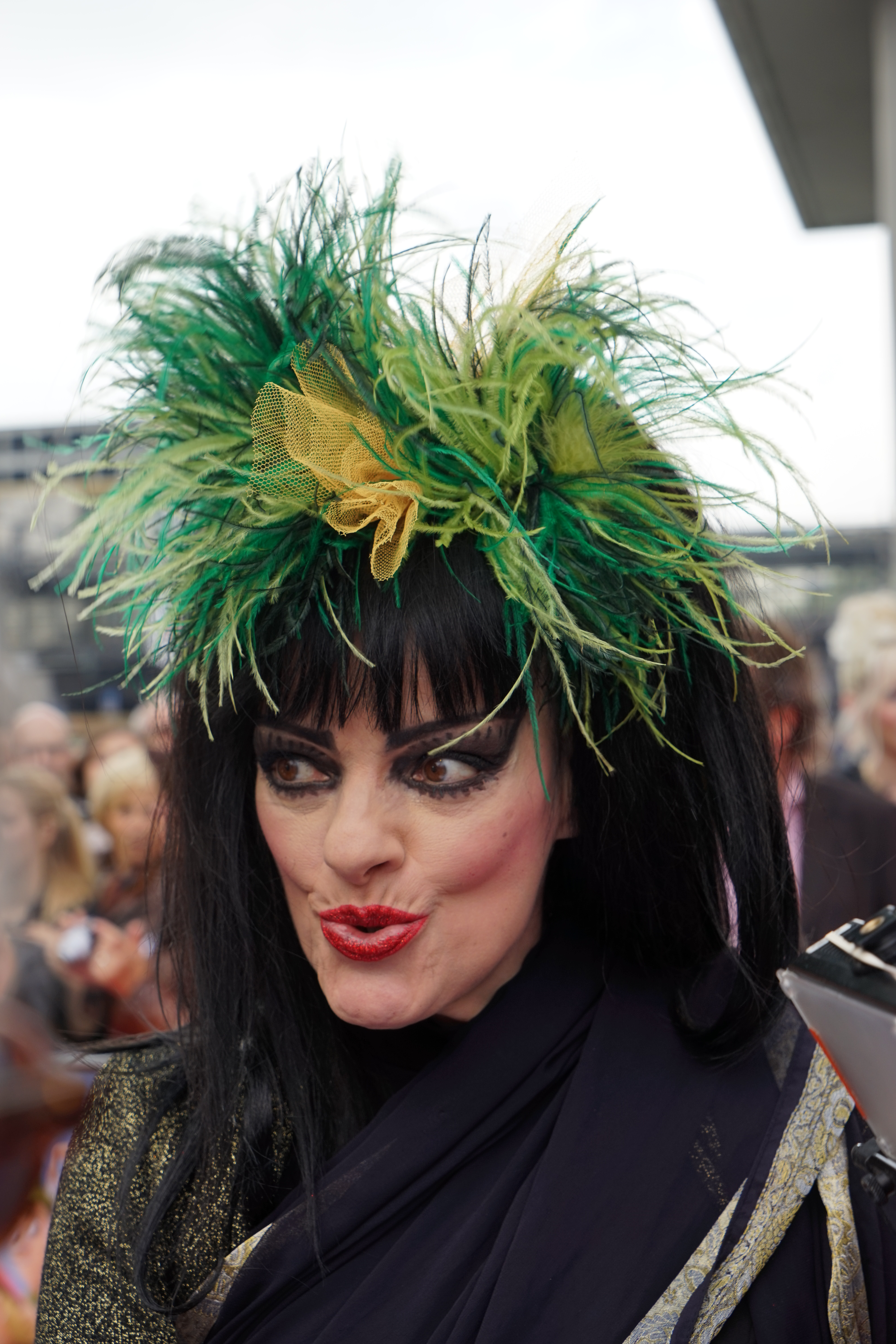
Nina Hagen, em 2014

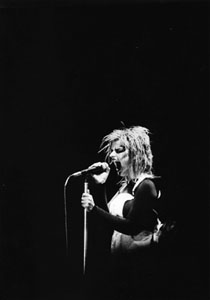
Nina Hagen em 1980, foto de Erling Mandelmann.

Todos estes títulos são os originais em  alemão e inglês, pois não foram lançados em países lusófonos.